# Vivian Saliba
Vivian „Vivi“ Truglio Saliba (* 31. Mai 1993 in São Paulo) ist eine professionelle brasilianische Pokerspielerin.

## Pokerkarriere
Saliba stammt aus São Paulo. Sie spielte mit 12 Jahren zum ersten Mal Poker und begleitete mit 17 ihren Vater erstmals in einen Kartenclub. Seit 2014 spielt sie professionell, wobei sie sich auf Cash Games in der Variante Pot Limit Omaha spezialisiert hat. Saliba spielt auch Turnierpoker und erzielte im Mai 2014 in São Paulo ihre erste Live-Geldplatzierung.
Anfang Dezember 2015 belegte Saliba beim Main Event der Brazilian Series of Poker in São Paulo den elften Platz von 3457 Spielern und erhielt ein Preisgeld von umgerechnet mehr als 20.000 US-Dollar. Im Juni 2017 war sie erstmals bei der World Series of Poker (WSOP) im Rio All-Suite Hotel and Casino am Las Vegas Strip erfolgreich und erreichte fünfmal die Geldränge, davon dreimal in No Limit Hold’em und zweimal in Pot Limit Omaha. Das größte Preisgeld sicherte sich Saliba dabei für ihren elften Platz bei der Pot Limit Omaha Championship in Höhe von knapp 50.000 US-Dollar. Anschließend spielte sie als jüngste Frau das Main Event und erhielt für ihren 421. Platz knapp 30.000 US-Dollar. Bei der im Oktober und November 2017 im King’s Resort in Rozvadov ausgespielten World Series of Poker Europe cashte sie viermal, u. a. belegte sie den mit rund 15.000 Euro dotierten 59. Rang im Main Event. Im gleichen Zeitraum wurde Saliba als Markenbotschafterin ins Team von 888poker aufgenommen und spielt auf der Plattform des Onlinepokerraums seitdem unter dem Nickname Vivi.888. Anfang Juli 2018 belegte sie beim Wynn Summer Classic im Wynn Las Vegas den dritten Platz und sicherte sich mehr als 30.000 US-Dollar. Bei der WSOP 2019 erreichte Saliba den Finaltisch des Crazy Eights und beendete das Turnier auf dem vierten Platz, wofür sie ihr bisher mit Abstand höchstes Preisgeld von mehr als 300.000 US-Dollar erhielt. Bei der WSOP 2022, die erstmals im Bally’s Las Vegas und Paris Las Vegas ausgespielt wurde, gelangte sie bei einem Pot Limit Omaha Deep Stack an den Finaltisch und belegte von 2858 Spielern den mit über 50.000 US-Dollar dotierten fünften Rang.
Insgesamt hat sich Saliba mit Poker bei Live-Turnieren mehr als 800.000 US-Dollar erspielt.